# Intergenerational Trust Fund for the People of the Republic of Nauru
Der Intergenerational Trust Fund for the People of the Republic of Nauru ist ein Staatsfonds und wurde am 6. November 2015 gegründet. Ziel des Fonds ist es, zukünftige Anlageerträge zu generieren, die der Republik Nauru nach 2035 als Einnahmequelle für Investitionen in Bildung, Gesundheit, Umwelt und Infrastruktur dienen und die sinkenden Einnahmen aus Phosphat-Lizenzgebühren ersetzen. Der Fonds soll dazu beitragen, schwankende Einnahmeströme mittelfristig zu glätten und volatile zukünftige Einnahmen ganz oder teilweise zu ersetzen oder zu ergänzen. Der Fonds wird von einem Treuhandausschuss verwaltet.

## Geschichte
Der Intergenerational Trust Fund für die Bevölkerung der Republik Nauru wurde 2015 als unbefristeter Fonds durch die Unterzeichnung bilateraler Absichtserklärungen zwischen der Regierung von Nauru und den anderen ursprünglichen Beitragspartnern, darunter Taiwan, Australien und Neuseeland, gegründet. Alle Beitragspartner haben Ausschussmitglieder und leisten jährliche Beiträge zum Fonds. Etwa 12 % des Fonds werden über Private Equity und Immobilien des australischen Investmentberaters Mercer in private Anlagen investiert.

## Mitgliedschaften
Er ist Mitglied im International Forum of Sovereign Wealth Funds (IFSWF) und hat sich damit verbunden auch den Santiago-Prinzipien für angemessenes Handeln und ordentlicher Geschäftstätigkeit verschrieben.